# Social Credit-partiet i Nya Zeeland
Social Credit-partiet i Nya Zeeland var ett politiskt parti som var landets tredje största parti under stora delar av 1950-talet till och med 1980-talet. Partiet var representerat i Nya Zeelands parlament och var även under en tid del av Alliansen, ett vänsterorienterat parti som hade inflytande under 1990-talet. Partiet grundade sin ideologi på den ekonomiska teori som beskrivits och lanserats av Major C.H. Douglas under namnet Social Credit. 

## Partiets företrädare

### Partiledare
- Wilfrid Owen (1953–1958)
- P.H. Matthews (1960–1963)
- Vernon Cracknell (1963–1970)
- John O'Brien (1970–1972)
- Bruce Beetham (1972–1985)

### Parlamentsledamöter
- Vernon Cracknell (1966–1969)
- Bruce Beetham (1978–1984)
- Gary Knapp (1980–1987)
- Neil Morrison (1984–1987)